# Sophie Chang
Sophie Chang (Havre de Grace, 28 maggio 1997) è una tennista statunitense.

## Biografia
Sophie Chang ha vinto 4 titoli in singolare e 25 titoli in doppio nel circuito ITF.
Ha raggiunto il suo best ranking al 217º posto nel ranking il 9 gennaio 2023, mentre in doppio 59º il 26 settembre 2022.

## Statistiche WTA

### Doppio

#### Vittorie (1)
| Legenda              |
| -------------------- |
| Grande Slam (0)      |
| Ori Olimpici (0)     |
| WTA Finals (0)       |
| WTA Elite Trophy (0) |
| Dal 2021             |
| WTA 1000 (0)         |
| WTA 500 (0)          |
| WTA 250 (1)          |

| N. | Data           | Torneo                         | Superficie  | Compagna       | Avversarie in finale      | Punteggio        |
| 1. | 23 luglio 2022 | Hamburg European Open, Amburgo | Terra rossa | Angela Kulikov | Miyu Katō Aldila Sutjiadi | 6-3, 4-6, [10-6] |

## Circuito WTA 125

### Doppio

#### Sconfitte (1)
| N. | Data            | Torneo                      | Superficie  | Compagna     | Avversarie in finale            | Punteggio        |
| 1. | 4 novembre 2023 | Dow Tennis Classic, Midland | Cemento (i) | Ashley Lahey | Hailey Baptiste Whitney Osuigwe | 6-2, 2-6, [1-10] |

## Statistiche ITF

### Singolare

#### Vittorie (4)
| Torneo $100.000 (0) |
| Torneo $80.000 (0)  |
| Torneo $75.000 (0)  |
| Torneo $60.000 (1)  |
| Torneo $50.000 (0)  |
| Torneo $40.000 (0)  |
| Torneo $25.000 (2)  |
| Torneo $15.000 (1)  |
| Torneo $10.000 (0)  |

| N. | Data            | Torneo                                           | Superficie  | Avversaria   | Punteggio        |
| 1. | 11 marzo 2018   | ITF Women's Circuit Orlando, Orlando             | Terra verde | Astra Sharma | 6-3, 7-6(6)      |
| 2. | 16 gennaio 2022 | Vero Beach International Tennis Open, Vero Beach | Terra verde | Vera Lapko   | 6-1, 1-6, 6-2    |
| 3. | 19 giugno 2022  | Palmetto Pro Open, Sumter                        | Cemento     | Hanna Chang  | 6-2, 4-6, 7-6(5) |
| 4. | 21 luglio 2024  | The Women's Hospital Classic, Evansville         | Cemento     | Mary Stoiana | 4-6, 7-6(5), 6-3 |

#### Sconfitte (4)
| Torneo $100.000 (0) |
| Torneo $80.000 (0)  |
| Torneo $75.000 (0)  |
| Torneo $60.000 (1)  |
| Torneo $50.000 (0)  |
| Torneo $40.000 (0)  |
| Torneo $25.000 (3)  |
| Torneo $15.000 (0)  |
| Torneo $10.000 (0)  |

| N. | Data             | Torneo                                                   | Superficie  | Avversaria       | Punteggio           |
| 1. | 9 aprile 2017    | St. Dominic USTA Pro Circuit $25,000 Challenger, Jackson | Terra verde | Barbara Haas     | 4-6, 7-6(3), 4-6    |
| 2. | 27 maggio 2018   | Oaks Club Challenger, Osprey                             | Terra verde | Deniz Khazaniuk  | 4–6, 6–4, [6–10]    |
| 3. | 11 febbraio 2024 | Saddlebrook Resort, Wesley Chapel                        | Terra verde | Leonie Küng      | 4-6, 6-3, 3-6       |
| 4. | 9 giugno 2024    | Palmetto Pro Open, Sumter                                | Cemento     | Carson Branstine | 6(6)-7, 7-6(6), 1-6 |

### Doppio

#### Vittorie (25)
| Torneo $100.000 (7) |
| Torneo $80.000 (1)  |
| Torneo $75.000 (0)  |
| Torneo $60.000 (8)  |
| Torneo $50.000 (0)  |
| Torneo $40.000 (0)  |
| Torneo $25.000 (5)  |
| Torneo $15.000 (0)  |
| Torneo $10.000 (4)  |

| N.  | Data              | Torneo                                                      | Superficie  | Partner             | Avversarie                              | Punteggio              |
| 1.  | 24 maggio 2014    | Palmetto Pro Open, Sumter                                   | Cemento     | Andie Daniell       | Sonja Molnar Caitlin Whoriskey          | 6–1, 6–3               |
| 2.  | 6 giugno 2015     | ResortQuest Pro Women's Open at Sea Colony, Bethany Beach   | Terra verde | Andie Daniell       | Ellen Perez Belinda Woolcock            | 6–4, 6-1               |
| 3.  | 11 giugno 2016    | ResortQuest Pro Women's Open at Sea Colony, Bethany Beach   | Terra verde | Alexandra Mueller   | Veronika Mirošničenko Sofia Sewing      | 6–1, 6–4               |
| 4.  | 18 giugno 2016    | Women's Hospital Classic, Evansville                        | Cemento     | Alexandra Mueller   | Brynn Boren Keri Wong                   | 6–1, 6–4               |
| 5.  | 22 gennaio 2017   | ITF Women's Circuit Orlando, Orlando                        | Terra verde | Madeleine Kobelt    | Paula Kania Katarzyna Piter             | 6–3, 3–6, [10–6]       |
| 6.  | 13 agosto 2017    | Koser Jewelers Pro Circuit Tennis Challenge, Landisville    | Cemento     | Alexandra Mueller   | Ksenija Lykina Emily Webley-Smith       | 4–6, 6–3, [10–5]       |
| 7.  | 29 aprile 2018    | Boyd Tinsley Women's Clay Court Classic, Charlottesville    | Terra verde | Alexandra Mueller   | Ashley Kratzer Whitney Osuigwe          | 3–6, 6–4, [10–7]       |
| 8.  | 6 ottobre 2018    | LTP Charleston Pro Tennis, Charleston                       | Terra verde | Alexandra Mueller   | Hsu Chieh-yu Gabriela Talabă            | 6–4, 6–4               |
| 9.  | 25 settembre 2021 | Fort Worth Women's, Fort Worth                              | Cemento     | Amy Zhu             | Rasheeda McAdoo Ivana Popovic           | 4–6, 6–3, [10–8]       |
| 10. | 3 ottobre 2021    | Berkeley Tennis Club Challenge, Berkeley                    | Cemento     | Angela Kulikov      | Liang En-shuo Lu Jiajing                | 6-4, 6-3               |
| 11. | 16 gennaio 2022   | Vero Beach International Tennis Open, Vero Beach            | Terra verde | Allie Kiick         | Anna Rogers Christina Rosca             | 6-3, 6-3               |
| 12. | 5 febbraio 2022   | Georgia's Rome Tennis Open, Rome                            | Cemento     | Angela Kulikov      | Emina Bektas Tara Moore                 | 6–3, 6(2)-7, [10–7]    |
| 13. | 17 aprile 2022    | U.S. Pro Women's Clay Court Championships, Palm Harbor      | Terra verde | Angela Kulikov      | Irina Maria Bara Lucrezia Stefanini     | 6-4, 3-6, [10-8]       |
| 14. | 23 aprile 2022    | Boar's Head Resort Women's Open, Charlottesville            | Terra verde | Angela Kulikov      | Valentini Grammatikopoulou Alycia Parks | 2-6, 6-3, [10-4]       |
| 15. | 28 maggio 2022    | Orlando USTA Pro Circuit Event, Orlando                     | Cemento     | Angela Kulikov      | Hanna Chang Elizabeth Mandlik           | 6–3, 2-6, [10–6]       |
| 16. | 14 agosto 2022    | Koser Jewelers Pro Circuit Tennis Challenge, Landisville    | Cemento     | Anna Danilina       | Han Na-lae Jang Su-jeong                | 2-6, 7-6(4), [11-9]    |
| 17. | 22 aprile 2023    | LTP Charleston Pro Tennis, Charleston                       | Terra verde | Angela Kulikov      | Ashlyn Krueger Robin Montgomery         | 6-3, 6-4               |
| 18. | 29 aprile 2023    | Women's Pro Event at the Boars Head Resort, Charlottesville | Terra verde | Yuan Yue            | Nao Hibino Fanny Stollár                | 6-3, 6-3               |
| 19. | 9 giugno 2023     | Surbiton Trophy, Surbiton                                   | Erba        | Yanina Wickmayer    | Alicia Barnett Olivia Nicholls          | 6-4, 6-1               |
| 20. | 29 luglio 2023    | Dallas Summer Series, Dallas                                | Cemento (i) | Ashley Lahey        | Makenna Jones Jamie Loeb                | 6-2, 6-2               |
| 21. | 13 agosto 2023    | Koser Jeweler Tennis Challenge, Landisville                 | Cemento     | Julija Starodubceva | Olivia Gadecki Mai Hontama              | w/o                    |
| 22. | 15 giugno 2024    | Guimaraes Ladies Open, Guimarães                            | Cemento     | Rasheeda McAdoo     | Francisca Jorge Matilde Jorge           | 7-6(6), 6(2)-7, [10-5] |
| 23. | 29 settembre 2024 | Central Coast Tennis Classic, Templeton                     | Cemento     | Rasheeda McAdoo     | Carmen Corley Rebecca Marino            | 1-6, 6-2, [10-4]       |
| 24. | 20 ottobre 2024   | Macon Tennis Classic, Macon                                 | Cemento     | Katarzyna Kawa      | Quinn Gleason Ingrid Martins            | 7-5, 6-4               |
| 25. | 1º febbraio 2025  | Georgia's Rome Tennis Open, Rome                            | Cemento (i) | Angela Kulikov      | Whitney Osuigwe Eva Vedder              | 7-6(3), 6-4            |

#### Sconfitte (18)
| Torneo $100.000 (1) |
| Torneo $80.000 (1)  |
| Torneo $75.000 (0)  |
| Torneo $60.000 (6)  |
| Torneo $50.000 (1)  |
| Torneo $40.000 (1)  |
| Torneo $25.000 (5)  |
| Torneo $15.000 (0)  |
| Torneo $10.000 (3)  |

| N.  | Data              | Torneo                                                          | Superficie  | Partner           | Avversarie                             | Punteggio        |
| 1.  | 28 giugno 2014    | Charlotte Clay Classic, Charlotte                               | Terra verde | Andie Daniell     | Lena Litvak Alexandra Mueller          | 3–6, 3–6         |
| 2.  | 27 settembre 2014 | Amelia Island Women's Championship, Amelia Island               | Terra verde | Andie Daniell     | Maria Fernanda Alves Keri Wong         | 6(6)–7, 6(4)–7   |
| 3.  | 26 marzo 2016     | Naples Women's Challenger, Naples                               | Terra verde | Quirine Lemoine   | Valerija Solov'ëva Maryna Zanevs'ka    | 5-7, 0-6         |
| 4.  | 16 aprile 2016    | Pelham Racquet Club Women's $25K Pro Circuit Challenger, Pelham | Terra verde | Caitlin Whoriskey | Asia Muhammad Taylor Townsend          | 2-6, 3-6         |
| 5.  | 14 maggio 2016    | ASC Women's Open, Naples                                        | Terra verde | Renata Zarazúa    | Gabriela Cé Justyna Jegiołka           | 1-6, 2-6         |
| 6.  | 4 giugno 2016     | ITF Women's Circuit Buffalo, Buffalo                            | Terra verde | Alexandra Mueller | Caroline Dolehide Ingrid Neel          | 7-5, 3-6, [6-10] |
| 7.  | 30 luglio 2016    | Fifth Third Bank Tennis Championships, Lexington                | Cemento     | Alexandra Mueller | Hiroko Kuwata Zhu Lin                  | 0-6, 5-7         |
| 8.  | 20 maggio 2017    | Academia Sanchez-Casal Women's Open, Naples                     | Terra verde | Ulrikke Eikeri    | Emina Bektas Alexa Guarachi            | 3–6, 1–6         |
| 9.  | 10 giugno 2017    | Resortquest Pro Women's Open at Sea Colony, Bethany Beach       | Terra verde | Alexandra Mueller | Sabrina Santamaria Abigail Tere-Apisah | 4–6, 0–6         |
| 10. | 17 settembre 2017 | Lexus of Las Vegas Open, Las Vegas                              | Cemento     | Alexandra Mueller | An-Sophie Mestach Laura Robson         | 6(7)-7, 6(2)-7   |
| 11. | 11 novembre 2018  | Lexus of Las Vegas Open, Las Vegas                              | Cemento     | Alexandra Mueller | Asia Muhammad Maria Sanchez            | 3-6, 4-6         |
| 12. | 9 novembre 2019   | Lexus of Las Vegas Open, Las Vegas                              | Cemento     | Alexandra Mueller | Vol'ha Havarcova Mandy Minella         | 3-6, 4-6         |
| 13. | 30 aprile 2022    | LTP Charleston Pro Tennis, Charleston                           | Terra verde | Angela Kulikov    | Katarzyna Kawa Aldila Sutjiadi         | 1-6, 4-6         |
| 14. | 2 ottobre 2022    | Central Coast Pro Tennis Open, Templeton                        | Cemento     | Katarzyna Kawa    | Nao Hibino Sabrina Santamaria          | 4-6, 6(4)-7      |
| 15. | 13 maggio 2023    | Naples Women's Open, Naples                                     | Terra verde | Angela Kulikov    | Christina Rosca Astra Sharma           | 1-6, 6(13)-7     |
| 16. | 8 giugno 2024     | Palmetto Pro Open, Sumter                                       | Cemento     | Dalayna Hewitt    | Alicia Herrero Liñana Melany Krywoj    | 3-6, 3-6         |
| 17. | 28 giugno 2024    | Open Generali Ciudad de Palma del Río, Palma del Río            | Cemento     | Rutuja Bhosale    | Martyna Kubka Lara Salden              | 2-6, 1-6         |
| 18. | 12 ottobre 2024   | Edmond Open, Edmond                                             | Cemento     | Rasheeda McAdoo   | Kayla Day Jaimee Fourlis               | 5-7, 5-7         |